# Spodoptera dolichos
Spodoptera dolichos là một loài bướm đêm trong họ Noctuidae.

## Hình ảnh

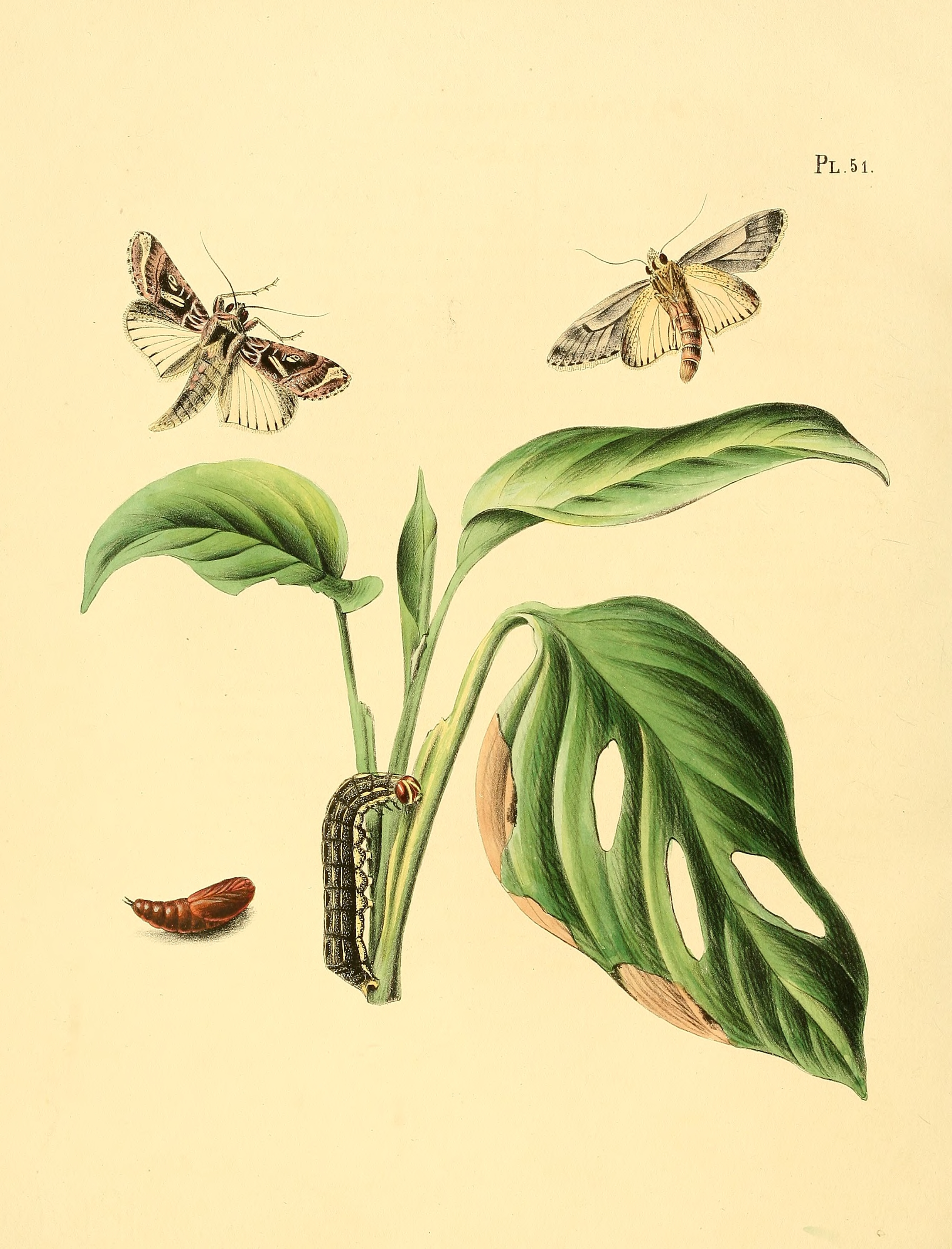